# Дворјанци
Дворјанци су насељено место у саставу града Дуге Ресе у Карловачкој жупанији, Република Хрватска.

## Историја
До територијалне реорганизације у Хрватској насеље се налазило у саставу старе општине Дуга Реса.

## Становништво
На попису становништва 2011. године, Дворјанци су имали 123 становника.

## Попис1991.
На попису становништва 1991. године, насељено место Дворјанци је имало 172 становника, следећег националног састава:
| Попис 1991.‍ | Попис 1991.‍ | Попис 1991.‍ | Попис 1991.‍ | Попис 1991.‍ |
| ----------- | ----------- | ----------- | ----------- | ----------- |
|             |             |             |             |             |
| Хрвати      | Хрвати      |             | 169         | 98,26%      |
| Муслимани   | Муслимани   |             | 1           | 0,58%       |
| остали      | остали      |             | 2           | 1,16%       |
| укупно: 172 |             |             |             |             |